# أحمد بن محمد آل خليفة
أحمد بن محمد آل خليفة الحاكم الثالث للبحرين، تولى الحكم من 1782-1795.
اشتهر باسم الفاتح لقيامه بفتح البحرين عام (1197هـ/1783م), ولد بالكويت في النصف الأول من القرن الثامن عشر الميلادي وانتقل مع والده على رأس الأسرة إلى قطر عام (1175هـ/1762م) حيث أسسوا الزبارة، جده الشيخ خليفة هو رأس الأسرة الخليفية ويعتبر الشيخ أحمد الفاتح المؤسس لإمارة البحرين والمثبت الحقيقي لحكم آل خليفة في الجزيرة البحرينية وشبه الجزيرة القطرية.

## نسبه
هو الابن الثاني للشيخ محمد بن خليفة حيث ينتسب إلى قبيلة الجميلات العريقة وتنتسب قبيلة جُميلة التغلبية العنزية إلى تغلب بن وائل وهم، أبناء جميل من بني كعب بن زهير بن جشم بن بكر بن حبيب بن عمرو بن غنم بن ديثار وهو تغلب بن وائل بن قاسط بن افصي بن دعمي بن جديلة بن اسد بن ربيعة بن نزار بن معد بن عدنان.

## حياته
خلف أخاه أميراً عام (1197هـ/ 1782م), وفي عهده استقر حكم آل خليفة في الزبارة وازدهرت لديهم تجارة اللؤلؤ فكانوا يذهبون إلى البحرين لشراء اللؤلؤ ثم يبيعونه في الهند وكانت جزيرة البحرين المقابلة للزبارة تحت حكم الفرس وعليها عامل وهو الشيخ نصر آل مذكور وحدث ذات يوم خلاف بين فريقين من أهلها قتل فيه أحد خدم آل خليفة فثأر له أهل الزبارة فتحرك حاكم البحرين نصر آل مذكور وجهز أسطولاً غزا به الزبارة بينما كان الشيخ خليفة بن محمد يؤدي فريضة الحج فتصدى له الشيخ أحمد بن محمد واستطاع أهل الزبارة هزيمته هزيمة نكراء في معركة الزبارة المشهورة، فر على أثرها إلى ميناء بوشهر على الشاطئ الشرقي من الخليج العربي هو وحاميته فاستولى الشيخ أحمد بن محمد بن خليفة على البحرين وعرف من يومها بأحمد الفاتح وكان ذلك في 23 يوليو 1783 , وبذلك إنضمت البحرين إلى مُلك آل خليفة فدخلها أحمد وعين عليها عاملاً من قبله وجعل ينتقل ما بين الزبارة والبحرين وعاد إلى قطر.

## وفاته
توفي الشيخ أحمد بن محمد آل خليفة في قلعة الديوان في المنامة في 18 يوليو 1795 ودفُن هناك، وقد أنجب أربع أبناء وهم:
- الشيخ سلمان بن أحمد آل خليفة،[4] الذي تولى إمارة المنامة بعد أبيه ومن ذريته الشيخ خليفة بن سلمان آل خليفة وإبنه محمد بن خليفة بن سلمان آل خليفة وذريته.
- الشيخ عبد الله بن أحمد آل خليفة الذي تولى إمارة المحرق بعد أبيه ومن ذريته الشيخ محمد بن عبد الله آل خليفة وابن أخيه الشيخ ناصر بن مبارك آل خليفة.[5]
- الشيخ يوسف بن أحمد آل خليفة
- الشيخ محمد بن أحمد بن محمد آل خليفة

الشيخ أحمد بن محمد الفاتح أب لجميع أمراء وملوك مملكة البحرين وهو الجد الثامن لجلالة الملك حمد بن عيسى آل خليفة.

## قيل عنه
وصفه راشد بن فاضل آل بن علي في معركة الزبارة: